# Indicatore programmabile
L'indicatore programmabile è uno strumento indicatore elettronico in grado di leggere vari tipi di trasduttori e presentare sul proprio visualizzatore la misura già nell'unità ingegneristica d'interesse.
Questi strumenti possono essere immaginati come dei multimetri che, invece di visualizzare il valore del segnale elettrico in uscita dal trasduttore, elaborano quest'ultimo in base ai propri settaggi, traducendolo già nell'appropriata unità ingegneristica ad uso dell'operatore.

## Uso
Con l'incremento dell'utilizzo dei trasduttori, sia gli utenti, che gli stessi costruttori di strumentazione, si sono resi conto che non è pratico rendere disponibile una misura come lettura in segnale elettrico, costringendo gli utenti a post-elaborare la lettura per ottenere la misura che interessa. Pertanto, sfruttando lo sviluppo dell'elettronica, sono stati studiati e messi sul mercato una vasta gamma di strumenti indicatori che rendono immediatamente disponibile su un visualizzatore la misura nell'unità ingegneristica.
Facciamo un esempio:
Supponiamo di voler rendere disponibile ad un operatore la misura di pressione di un trasduttore avente un segnale d'uscita in tensione. Un metodo potrebbe essere quello di collegare un voltmetro all'uscita del trasduttore, leggere la sua uscita in volt e lasciare all'operatore l'esecuzione della proporzione che permette di trasformare la precedente lettura in bar. Più praticamente si può usare un appropriato indicatore che, preventivamente settato, traduce la lettura dei volt (interna allo strumento) in una misura (già disponibile sul visualizzatore) in bar.
Ovviamente, visto la vastità di tipi di trasduttori, nessun indicatore è in grado di interfacciarsi a tutti. Esistono comunque degli indicatori definiti universali che, per versatilità di settaggio e per ricchezza di circuiti, sono in grado d'interfacciarsi a molti tipi di trasduttori, adattandosi al meglio nella lettura dei rispettivi segnali elettrici.

### Composizione di una catena di misura
Gli indicatori programmabili molto raramente integrano dei sensori, pertanto per effettuare delle misure devono essere accoppiati a dei trasduttori elettrici/elettronici esterni, componendo di fatto una vera catena di misura:
- il trasduttore viene applicato al misurando e genera un segnale elettrico proporzionale a quest'ultimo;
- dei collegamenti elettrici portano il segnale dall'uscita del trasduttore all'ingresso dell'indicatore;
- in base ai propri settaggi, l'indicatore legge il segnale elettrico e lo elabora, traducendolo in una misura nell'unità ingegneristica d'interesse;
- l'indicatore rende disponibile la misura all'utente sul proprio display.

### Settaggio & programmazione
Come accennato, perché gli indicatori possano tradurre il segnale elettrico del trasduttore in unità ingegneristica, devono essere preventivamente settati allo scopo.
Il settaggio può essere eseguito sia con l'ausilio di regolazioni hardware (interruttori, commutatori, potenziometri, trimmer,….), sia con l'ausilio di impostazioni software (la programmazione di parametri resi disponibili dal firmware dello strumento).
In qualunque caso il punto di partenza è la conoscenza della transcaratteristica del trasduttore, vale a dire la relazione che esiste tra la grandezza fisica misurata dal trasduttore e il suo segnale d'uscita. Questa può esserci nota tramite il manuale (fornito dal costruttore del trasduttore), oppure dal rapporto di taratura (fornito da un laboratorio che ne ha fatto la caratterizzazione metrologica).
Il settaggio fornisce all'indicatore due generi d'informazione:
1. le informazioni necessarie per interfacciarsi correttamente al segnale elettrico del trasduttore (tipo di segnale elettrico, fondoscala elettrico da usarsi, filtraggio, alimentazioni, ecc…);
2. le informazioni che permettono la corretta traduzione del segnale elettrico nell'unità ingegneristica (quale unità ingegneristica, sensibilità nominale del trasduttore, punti di taratura, fattori di scala, ecc…).

Con gli indicatori più avanzati, la programmazione dei parametri può essere fatta da elaboratori remoti, tramite dei collegamenti standard (RS232, USB, e altri). Questo permette di conservare i settaggi e riduce gli errori da parte degli operatori quando si ripresenta la necessità dell'applicazione.

### Funzioni supplementari opzionali
Con lo sviluppo dell'integrazione in elettronica è stato possibile disporre di circuiti economici e di dimensioni contenute, questo si è ripercosso anche sulla strumentazione: man mano ha reso disponibile sui piccoli strumenti, funzioni inizialmente pensate per sistemi più grossi e costosi.
Così i piccoli indicatori programmabili, inizialmente pensati per essere di ausilio nella lettura di trasduttori, si sono spesso arricchiti di tutta una serie di funzioni supplementari che ne ampliano le possibilità e funzioni. Oggi, sfogliando un catalogo dei costruttori, vengono presentati indicatori relativamente economici, su cui sono previste molte opzioni, che possono essere sfruttate per funzioni più complesse della semplice visualizzazione delle misure.
Elenchiamo le funzioni supplementari più comuni:
- Allarmi. In molti indicatori possono essere settate delle soglie di allarmi, in modo che, quando il valore letto superi queste soglie, si attivino delle uscite digitali utili per la segnalazione e il controllo dell'evento. Questi indicatori di fatto possono sostituire i controllori in semplici applicazioni di controllo di processo.

- Uscite analogiche. Alcuni indicatori rendono disponibile (tramite un'uscita analogica normalizzata) un segnale elettrico proporzionale alla misura nell'unità ingegneristica, utile per la registrazione delle stesse su uno strumento registratore. Questi indicatori possono sostituire i condizionatori di segnale spesso necessari per interfacciare i trasduttori ai strumenti di registrazione.

- Porte di comunicazione. Come già accennato nel paragrafo precedente, gli indicatori più avanzati dispongono di porte di comunicazione per il collegamento ad elaboratori remoti (ad esempio RS232, IEEE 488, e altri più recenti). Queste permettono, oltre la già citata programmazione remota dell'indicatore, anche l'acquisizione da PC del valore misurato. Pertanto sistemi di questo tipo possono costituire (seppur limitati) un sistema d'acquisizione dati.

## Tipologia
Come già accennato, esiste una vasta varietà d'indicatori programmabili, proprio in quanto devono soddisfare le esigenze relative all'interfacciamento con vari tipi di trasduttori e con le particolarità dell'applicazione.
Ci sono vari modi di suddividere e classificare questi strumenti, ad esempio basandosi sulle particolarità d'applicazione (es. con allarmi, senza allarmi…), oppure sulla tipologia di trasduttori per cui sono stati pensati (esempio, per termocoppie, per celle di carico,….). Bisogna comunque tenere conto del fatto che indicatori progettati per certi trasduttori, possono anche leggerne altri tipi, purché il segnale sia compatibile con il loro ingresso. Esempio: molti indicatori pensati per leggere celle di carico, sono in grado di leggere alcuni tipi di trasduttori di pressione, in quanto hanno in comune un sensore basato su un ponte di Wheatstone.
Di seguito viene offerta una classificazione che si basa sul tipo di segnale elettrico che l'indicatore è in grado di leggere.

### Tensione
La maggior parte dei trasduttori generano un segnale analogico in tensione, proporzionale alla grandezza misurata; pertanto anche la maggior parte degli indicatori programmabili sono progettati per leggere questo tipo di segnale.
Il problema è che seconda del tipo di trasduttore le tensioni in gioco variano da frazioni di millivolt a decine di volt; inoltre spesso è l'indicatore che deve fornire l'alimentazione al trasduttore, e questa varia anch'essa a seconda del tipo di trasduttore.
Fortunatamente lo sviluppo di indicatori universali ha permesso di avere a disposizione apparecchiature flessibili, dotate di diversi fondoscala che permettono di non perdere troppo in risoluzione di lettura. In alcuni è inoltre possibile scegliere tra diversi valori di tensione, per l'alimentazione del trasduttore.
Esistono dei casi limite, legati alla natura del segnale o alla precisione richiesta nella misura, che richiedono degli indicatori specializzati, poco flessibili nell'utilizzo, ma idonei a risolvere questi particolari problemi.
Un caso tipico sono gli indicatori specializzati nella lettura di termocoppie. Questi strumenti sono costretti a leggere delle tensioni molto basse (al massimo qualche decina di millivolt) e devono adottare delle particolari attenzioni per il materiale delle connessioni, monitorare la temperatura per la compensazione del giunto freddo e filtrare opportunamente il segnale (già di per sé prossimo al rumore di fondo). Inoltre le termocoppie presentano transcaratteristiche tutt'altro che lineari, che richiedono (per misure di precisione) l'uso d'accurate tabelle di taratura integrate nel firmware dell'indicatore.
Un altro caso sono gli indicatori usati per la lettura di celle di carico quando si richieda misure di precisione. Anche questi devono leggere delle tensioni molto basse e filtrare opportunamente il segnale (prossimo al rumore di fondo); in più devono prestare cura alla qualità della tensione destinata ad alimentare la cella di carico: ogni difformità di quest'ultima genera direttamente variazioni sul segnale in uscita dal trasduttore, e pertanto imprecisioni nella misura.

### Corrente
Alcuni trasduttori generano un segnale analogico in corrente, anch'esso proporzionale alla grandezza misurata. Questo formato di segnale presenta alcuni vantaggi rispetto a quelli in tensione:
- è più immune ai disturbi elettromagnetici;
- permette allo strumento indicatore di capire lo stato della connessione verso il trasduttore (e segnalare eventuali cortocircuiti o interruzioni);
- se lo stato della connessione non è ottimale, non influenza la precisione del segnale.

Per contro, questo tipo di segnale richiede, a parità di precisione, trasduttori e strumenti indicatori con circuiteria più complessa e costosa.
La quasi totalità di questi trasduttori adottano un formato di segnale noto come 4-20 mA, dove il valore più basso leggibile dal trasduttore si traduce in un segnale elettrico di 4 mA, e il valore più alto in un segnale di 20 mA.

### Resistenza
Un limitato numero di trasduttori modulano la propria conduttività in funzione della grandezza misurata. In pratica gli indicatori destinati a leggere questi trasduttori possono essere immaginati come dei ohmmetri che traducono il valore di resistenza nell'unità ingegneristica della grandezza.
Un caso tipico sono gli indicatori specializzati nella lettura di termoresistenze. Questi strumenti rilevano la resistenza di un elemento che varia quest'ultima in funzione della propria temperatura; l'elemento assume una forma di sonda che viene messa a diretto contatto con il misurando.

### Digitali
Diversi trasduttori generano un segnale elettrico digitale, anch'esso proporzionale alla grandezza misurata. In questi strumenti il segnale può assumere diverse forme:
1. come stato logico di un certo numero d'uscite (es. encoder a codice Grey);
2. come treno d'impulsi, la cui frequenza è proporzionale alla grandezza misurata;
3. come serie d'impulsi, il cui numero totale è proporzionale alla grandezza misurata.

La maggior parte di questi trasduttori presentano in uscita segnali definiti compatibili TTL: vale a dire segnali digitali dove il livello basso (livello logico "0") è rappresentato da un valore di tensione compreso tra i 0 e 0,5 V, mentre il livello alto (livello logico "1") è rappresentato da un valore compreso tra i 3 e 5 V.
È interessante notare che uno stesso tipo di trasduttore può, a seconda dell'applicazione, codificare una grandezza sotto forma di frequenza degli impulsi, oppure un'altra come totale di questi ultimi. Esempio: una riga ottica in movimento presenta una frequenza degli impulsi proporzionale alla sua velocità, mentre il conteggio degli stessi è proporzionale al suo spostamento.
Anche in questo caso, sono stati progettati molti tipi di indicatori in grado di leggere questi segnali e di tradurli in una misura direttamente comprensibile all'utente. si osservi che l'impiego di indicatori è quanto mai necessario quando si usano trasduttori digitali; infatti, la quasi totalità di questi trasduttori generano come segnale dei lunghi e veloci treni d'impulsi che nessun operatore è in grado di contare, e che possono essere conteggiati solo con l'ausilio di un apposito strumento indicatore. Per questo tali strumenti vengono anche chiamati contatori programmabili.
In parallelo a quanto precedentemente detto, questi strumenti possono essere immaginati come dei frequenzimetri o dei contatori che, invece di visualizzare la frequenza o il totale degli impulsi elettrici in uscita dal trasduttore, li traducono già nell'appropriata unità ingegneristica ad uso dell'operatore.
Anche in questo caso, in commercio esistono apparecchiature flessibili, che, a seconda di come sono state settate, permettono di funzionare sia in modalità frequenzimetro, che in modalità totalizzatore, adattandosi alle necessità dell'applicazione.
Infine, un caso particolare sono gli strumenti definiti indicatori bidirezionali o contatori bidirezionali: sono degli indicatori programmabili in grado di leggere trasduttori di spostamento bidirezionali (come molti encoder o righe ottiche). Per far ciò il trasduttore genera due segnali leggermente sfasati tra loro, su cui lo strumento indicatore è in grado di fare opportune considerazioni, permettendogli di ricostruire lo spostamento sia in termini quantitativi, che la direzione.

### Porte di comunicazione
Recentemente sono comparsi sul mercato dei trasduttori che escono direttamente con una porta di comunicazione standard (esempio IEEE 488 o CANbus) per potersi interfacciare direttamente con un elaboratore remoto. Questa soluzione è adottata dove si prevede già una lettura remota del trasduttore o in aree dove ci sono elevati disturbi elettromagnetici.
Sebbene questa soluzione è pensata per collegarsi direttamente a PC o strumenti d'acquisizione dati, è probabile che, con lo sviluppo delle applicazioni, compariranno indicatori che permettono d'interfacciarsi direttamente a questi trasduttori. La particolarità di questa soluzione è che l'unico settaggio da fare sullo strumento indicatore, riguarda il protocollo di comunicazione, in quanto questi trasduttori trasmettono (codificati) i valori di misura già convertiti nell'unità ingegneristica del misurando.

## Struttura
A titolo d'esempio, si propone lo schema a blocchi di un indicatore universale completo delle principali funzioni opzionali:
figura1
Il cuore dell'apparecchiatura è costituito da un circuito a microprocessore (MICRO), che si occupa:
- della traduzione della lettura "elettrica" in una misura nell'unità ingegneristica;
- della gestione e della memorizzazione dei vari settaggi;
- del controllo degli ingressi e delle uscite;
- della gestione generale dello strumento.

Le impostazioni e i settaggi vengono effettuati dall'operatore tramite il pannello di controllo (PANEL), che nei casi più semplici può essere composto solo da qualche pulsante.
Il trasduttore esterno (TRASD) genera un segnale elettrico che viene mandato ad una sezione definita "condizionatore di segnale" (COND), la quale si occupa di amplificare ed eventualmente filtrare il segnale secondo i settaggi previsti. Il segnale si presenterà così adattato al meglio per il convertitore digitale-analogico (DAC); quest'ultimo si occupa di trasformare il segnale analogico in un valore numerico digitale, che il microprocessore può gestire.
Il microprocessore esegue la traduzione in un valore in unità ingegneristica e comanda il visualizzatore (DISPLAY) di presentarlo all'utente. Eventualmente, lo stesso valore può essere mandato ad un acquisitore dati esterno (REGIST), previa trasformazione in segnale analogico tramite un convertitore digitale-analogico (ADC), oppure ad un elaboratore remoto (PC) tramite un'interfaccia di comunicazione (INTERF).
Qualora l'indicatore gestisca degli allarmi, microprocessore controlla la presenza di questi eventi, e li segnala a controllori esterni (CONTR) tramite semplici circuiti d'interfaccia (ALARM).
Completa l'apparecchiatura un circuito di alimentazione (ALIM) adeguato per rifornire tutti i circuiti interni, nonché alimentare il traduttore a cui è accoppiato.